# Даміс (гігант)
Дамі́с (дав.-гр. Δάμυσος) — персонаж давньогрецької міфології,
гігант, син Геї та Урана. Був найшвидшим серед гігантів у бігу.
Він народився, як і його брати, від крові, що вийшла з рани, коли Кронос спровокував Урана, щоб помститися титанам, замкнутим Зевсом у Тартарі. Щоб помститися Зевсові за їхнє ув'язнення, Гея й народила гігантів, дала їм цілюще зілля, що оберігало від небесних стріл, і гіганти вступили в боротьбу із Зевсом та іншими олімпійцями, щоб скинути їхню владу.
Хоча вони були смертними, але необхідно було об'єднання бога і смертного для того, щоб вбити гіганта, і Даміс загинув від блискавок Зевса та стріли Геракла. Але була також магічна трава, яку створила мати гігантів — Гея (Земля), вживання якої зробило їх невразливими і до ран, отриманих смертними. Щоб запобігти спасінню гігантів, Зевс заборонив богині світанку Еос, богині місяця Селені та богу Сонця Геліосу виблискувати, а в темряві гіганти не зуміли знайти магічну рослину. Тіло Даміса було поховано на горі Пеліон, де жив Хірон, найвідоміший з кентаврів. 
Коли богиня Фетіда зажадала дати своєму синові Ахіллесу невразливість від зброї, вона спочатку загартувала його тіло на вогні, а потім натерла амбросією. Її чоловік Пелей, злякавшись, вихопив у Фетіди немовля Ахіллеса тоді, коли все його тіло, за винятком щиколотки з п'ятою, вона вже зробила безсмертним. Почорніла від вогню щиколотка так і залишилася ненатертою. Хірон тоді замінив її викопаною з могили кісткою Даміса. Саме цей протез став єдиним вразливим місцем Ахіллеса, хоча надав йому величезну швидкість серед героїв. Під час Троянської війни саме у п'яту поцілив з лука стрілою Паріс, від чого Ахіллес загинув. 